# Кендал Вастон
Кендал Џамал Вастон Манли (шп. Kendall Jamaal Waston Manley; 1. јануар 1988) костарикански је фудбалер и репрезентативац који тренутно наступа за Синсинати.

## Клупска каријера
Кендал Вастон је дебитовао за Сапрису 2006. године и играо је на позајмици за АД Кармелиту. У марту 2010, Вастон је потписао тромесечни уговор са Бајамоном из Порторика да би помогао клубу да се квалификује за КОНКАКАФ Лигу шампиона. Касније је ишао на још три позајмице, једанпут у УЦР и два пута у Перез Зеледон. У мају 2012. Вастон се вратио у Депортиво Сапрису где је углавном утакмице започињао као стартер.
Дана 8. августа 2014, Ванкувер вајткапси су потписали уговор са Вастоном. Придружио се првом тиму средином сезоне у МЛС лиги.
Одиграо је своју 100. утакмицу у дресу вајткапса у МЛС лиги 26. маја 2018, против Сан Хосеа.
Потписао је нови уговор са вајткапсима пре почетка нове сезоне 2018/19. Вастон је тренутно капитен Ванкувер вајткапса.

## Репрезентативна каријера
Дебитовао је за Костарику против Канаде у мају 2013. године. Први гол за репрезентацију, постигао је против репрезентације Никарагве.
На Светском првенству 2018. године, Вастон је постигао гол у трећем колу против Швајцарске, меч је завршен нерешено 2:2.

## Голови за репрезентацију
Голови Вастона у дресу са државним грбом.
| #  | Датум              | Стадион                                                | Противник  | Гол   | Резултат | Такмичење                                |
| -- | ------------------ | ------------------------------------------------------ | ---------- | ----- | -------- | ---------------------------------------- |
| 1. | 15. децембар 2015. | Стадион Едгардо Балтодано Брисењо, Либерија, Костарика | Никарагва  | 1 : 0 | 1 : 0    | Пријатељска                              |
| 2. | 28. март 2017.     | Стадион Франсиско Моразан, Сан Педро Сула, Хондурас    | Хондурас   | 1 : 1 | 1 : 1    | Квалификације за Светско првенство 2018. |
| 3. | 7. октобар 2017.   | Национални стадион, Сан Хосе, Костарика                | Хондурас   | 1 : 1 | 1 : 1    | Квалификације за Светско првенство 2018. |
| 4. | 27. јун 2018.      | Стадион Нижњи Новгород, Нижњи Новгород, Русија         | Швајцарска | 1 : 1 | 2 : 2    | Светско првенство 2018.                  |
| 5. | 16. октобар 2018.  | Ред бул арена, Харисон, САД                            | Колумбија  | 1 : 1 | 1 : 3    | Пријатељска                              |
| 6. | 16. новембар 2018. | Стадион Ел Тенијенте, Ранкагва, Чиле                   | Чиле       | 1 : 0 | 3 : 2    | Пријатељска                              |
| 7. | 16. новембар 2018. | Стадион Ел Тенијенте, Ранкагва, Чиле                   | Чиле       | 2 : 0 | 3 : 2    | Пријатељска                              |